# État fragile
Ne doit pas être confondu avec État en déliquescence.

Animation sur l'index des États fragiles entre 2005 et 2013 dans le monde

Un État fragile est un pays à faible revenu caractérisé par une faible capacité et/ou  légitimité de l’État. Le terme d'État fragile se distingue de la notion d'État failli, voire le remplace.
Plutôt que d’«États », « fragiles et en conflit », la Banque mondiale a graduellement préféré la notion plus large de « situations de fragilité ». De même, l’Organisation de coopération et de développement économiques (OCDE ) est passée d’une approche centrée sur les États fragiles à une vision plus englobante des « états de fragilité » en 2014. Dès 2007, en collaboration  avec les Nations unies, l’OCDE a proposé des « Principes pour l’engagement international dans les États fragiles et les situations précaires".  
Une situation de fragilité se définit comme une situation où "les institutions échouent durablement à répondre aux attentes légitimes de la population dans le domaine de la sécurité, des services sociaux et économiques de base, et de l’État de droit." De tels pays incluent des contextes aussi différents que Haïti et le Népal, l’Ouzbékistan, le Burundi et la République centrafricaine. Certains sont pris dans un cercle vicieux de pauvreté et de conflit, ou souffrent de la  malédiction des ressources naturelles ; d’autres ont à gérer le lourd héritage de décennies de mauvaise gouvernance et l'existence de rentes pour une minorité de la population ainsi que des inégalités très fortes ; beaucoup ont une capacité limitée à fournir des services de bases à la population. Les dynamiques des États fragiles varient également, comprenant :
1. les situations post-crise et les transitions politiques ;
2. les situations où la gouvernance se détériore ;
3. les situations d’amélioration graduelle et
4. les situations de crise chronique ou d’impasse.

## Fragile States Index&Banque Mondiale
Le Failed States Index créé par le think tank américain Fund for Peace (en) et le magazine Foreign Policy en 2005, est renommé Fragile States Index en 2014. Il utilise une douzaine d'indicateurs pour donner chaque année une note indiquant la stabilité et la robustesse de chaque pays. Les 20 États les plus fragiles en 2015 sont selon le Fund for Peace les suivants: 1 Sud Soudan.  2 Somalie.  3 République centrafricaine.  4 Soudan.   5 Congo (Rép. dém.)   6 Tchad    7 Yémen.   8 Syrie.   9 Afghanistan.   10 Guinée.  11 Haïti.   12 Irak.   13 Pakistan.   14 Nigeria.    15 Côte d’Ivoire     16 Zimbabwe.    17 Guinée-Bissau.   18 Burundi.   19 Niger.    20 Éthiopie
Selon la Banque mondiale , les principales situations de fragilité sont les pays suivants (2015): Afghanistan, Bosnie-Herzégovine, Burundi, République centrafricaine, Comores, Côte d’Ivoire, Érythrée, Gambie, Gaza et Cisjordanie, Guinée-Bissau, Haïti, Iles Marshall, Îles Salomon, Irak, Kiribati, Kosovo, Liban, Liberia, Libye, Madagascar, Mali, Micronésie, Myanmar, Rép. dém. du Congo, Sierra Léone, Somalie, Soudan, Sud Soudan, Syrie, Timor-Leste, Tchad, Togo, Tuvalu, Yémen, Zimbabwe. Cette liste est mise à jour chaque année (Liste 2018 — source : Banque mondiale).

## Perspectives
Les plus grands défis pour les États fragiles sont encore à venir : l’éducation pour tous y compris les femmes, la lutte contre les pandémies, le changement climatique, et surtout la croissance économique pour réduire les risques de conflit et lutter contre la pauvreté.  Alors que la pauvreté extrême se situera essentiellement dans les pays fragiles dans les 30 prochaines années, il faudra une réponse globale et holistique pour atteindre l’objectif de la communauté internationale de l’éradiquer d’ici 2030.
En vue de réduire l'occurrence des conflits dans les États fragiles, les Nations unies renforcent les capacités des partenaires concernés par la prévention des conflits, notamment les outils de médiation. En comparant les budgets engagés dans la diplomatie préventive et l’impact en matière de réduction des dépenses militaires internationales, Malcolm Chalmers estime ainsi qu’il existe un rapport de 1 à 10 : un dollar dépensé pour des activités de prévention des conflits permet l’économie de 10 dollars de dépenses pour rétablir la paix.